# Flora Ugwunwa
Flora Ugwunwa, née le 26 juin 1984 à Onitsha, est une athlète handisport nigériane, concourant dans la catégorie F54 pour les athlètes en fauteuil roulant.

## Biographie
Enfant, elle est victime d'un Poliomyélite qui lui fait perdre l'usage de ses jambes.
En 2015, elle participe aux Jeux africains à Brazzaville où elle remporte la médaille d'or du lancer du disque F54-57 devant l'Algérienne Nassima Saifi et la Nigériane Njideka Iyiazi ainsi que l'argent du lancer de javelot F53-56 derrière la Tunisienne Hania Aidi et devant la Malienne Mariam Coulibaly.
Aux Jeux paralympiques d'été de 2016, elle devienne championne paralympique du lancer de javelot F54, améliorant l'ancien record du monde de 2 m avec un jet à 20,25 m. Là, elle bat la recordwoman du monde en titre la Tunisienne Hania Aidi et la Sud-Africaine Zanele Situ. C'est la septième médaille d'or du Nigeria lors de ces Jeux. Elle est alors nommée parmi les Meilleurs athlète nigérians de l'année par le magazine Pulse. Ugwunwa participe aussi au lancer du disque F56 où elle termine 6e de la finale.
En 2019, elle est élue membre du Comité paralympique du Nigeria en tant que représentante des athlètes. Un des buts de son mandat est d'obtenir de meilleures conditions d'entraînement ainsi que des fauteuils et des prothèses pour offrir aux athlètes nigérians une meilleure chance lors de compétitions continentales ou internationales.

## Palmarès
| Date | Compétition           | Lieu           | Résultats | Discipline     | Performance  |
| ---- | --------------------- | -------------- | --------- | -------------- | ------------ |
| 2015 | Jeux africains        | Brazzaville    | 1re       | disque F54-57  |              |
| 2015 | Jeux africains        | Brazzaville    | 2e        | javelot F53-56 |              |
| 2015 | Championnats du monde | Doha           | 5e        | disque F55     | 19,27 m      |
| 2016 | Jeux paralympiques    | Rio de Janeiro | 1re       | javelot F54    | 20,25 m (WR) |
| 2016 | Jeux paralympiques    | Rio de Janeiro | 6e        | disque F55     | 19,03 m      |
| 2019 | Championnats du monde | Dubaï          | 3e        | javelot F54    | 18,38 m      |
| 2021 | Jeux paralympiques    | Tokyo          | 1re       | javelot F54    | 19,39 m      |